# Verzögerer (Betonzusatzmittel)
Als Verzögerer (kurz: VZ) werden Betonzusatzmittel bezeichnet, die das Erstarren des Zements eines Frischbetons oder eines Mörtels verlangsamen und damit die Verarbeitungszeit verlängern. Verzögerer sind in der Regel flüssige Substanzen, die in kleinen Mengen, d. h., in Mengen von wenigen Zentiliter bis wenigen Deziliter je Kubikmeter Frischbeton, zugegeben werden.

## Einsatz
Zum Einsatz kommen Verzögerer zum einen, wenn die Verarbeitbarkeit eines Frischbetons über eine längere Zeit erhalten bleiben soll. Dies kann bei besonders langen Fahrwegen zwischen Mischwerk und Baustelle der Fall sein oder wenn große Betonierabschnitte ohne Arbeitsfuge („frisch in frisch“) gegossen werden sollen. Zum anderen führt eine Verzögerung dazu, dass die chemische Reaktion des Zements langsamer abläuft und dadurch die Wärmeentwicklung reduziert wird. Von Vorteil ist dies z. B. im Sommer an heißen Tagen oder bei sehr massigen Bauteilen.

## Verwendete Mittel
In der Betonherstellung werden verschiedene, sowohl organische, als auch anorganische Chemikalien verwendet, die im Beton eine verzögernde Wirkung hervorrufen. Die Mittel unterscheiden sich sowohl in ihrer Wirkung, als auch in der Ausprägung von „Nebenwirkungen“, wie z. B. eine zusätzliche Verflüssigung des Betons. Diese Nebenwirkungen können in einigen Anwendungsbereichen durchaus als positiv angesehen werden.
Anorganische Mittel
- Phosphate ermöglichen auch längere Verzögerungszeiten von über 24 Stunden und sind für verzögerten Beton im Bereich der ZTV-ING vorgeschrieben. Die Verwendung führt nicht zu einer zusätzlichen Verflüssigung des Betons.[2]
- Natriumtetraborat[3]
- Calciumcitrat[3]
- Calciumtartrat[3]

Organische Mittel
- Hydroxycarbonsäuren wirken sowohl verzögernd, als auch verflüssigend und sind für Verzögerungszeiten von einigen Stunden geeignet. Im Bereich der ZTV-ING ist dieser Stoff nicht zugelassen.[2]
- Ligninsulfonate wirken nur schwach verzögernd und gleichzeitig verflüssigend.[2]
- Saccharose wird besonders für die Verzögerung von Mörtel eingesetzt und ermöglicht auch längere Verzögerungszeiten von über 24 Stunden. Die Dosierung muss besonders vorsichtig vorgenommen werden, da der Stoff zum „Umschlagen“ neigt,[2] d. h., die verzögernde Wirkung kann bei zu großer Zugabe in eine beschleunigende Wirkung umschlagen.

## Einfluss auf den Festbeton
Durch den Einsatz von Verzögerern können sich Festbetoneigenschaften und -erscheinungsbild verändern.
Als positiv anzusehende Veränderungen können eine erhöhte Wasserundurchlässigkeit sowie eine verstärkte Nachhärtung und eine größere Endfestigkeit auftreten. Unter Umständen negative Auswirkungen sind eine erhöhte Neigung zum Schwinden sowie stärkere Farbunterschiede auf der Betonoberfläche und stärker ausfallende Ausblühungen; Veränderungen, die besonders bei der Herstellung von Sichtbeton berücksichtigt werden müssen.